# 佩特鲁尼诺农村居民点
佩特鲁尼诺农村居民点（俄语：Петрунинское сельское поселение）是俄罗斯联邦伏尔加格勒州卡梅申区所属的一个农村居民点。其下辖有2个居民点，行政中心为佩特鲁尼诺。据2016年统计，该农村居民点的人口为1390人。